# Lemeš Križevački
Lemeš Križevački – wieś w Chorwacji, w żupanii kopriwnicko-kriżewczyńskiej, w mieście Križevci. W 2011 roku liczyła 183 mieszkańców.